# Maison de Hohenberg
La maison de Hohenberg est une branche morganatique — non dynaste — issue de la maison de Habsbourg-Lorraine, par le mariage en 1900 de l'archiduc héritier du trône François-Ferdinand d'Autriche (Franz Ferdinand) (1863-1914) avec la comtesse Sophie Chotek de Chotkowa et Wognin (1868-1914), créée « princesse » puis première duchesse de Hohenberg par l'empereur François-Joseph Ier, et qui transmit son titre à ses descendants.

## Anoblissement

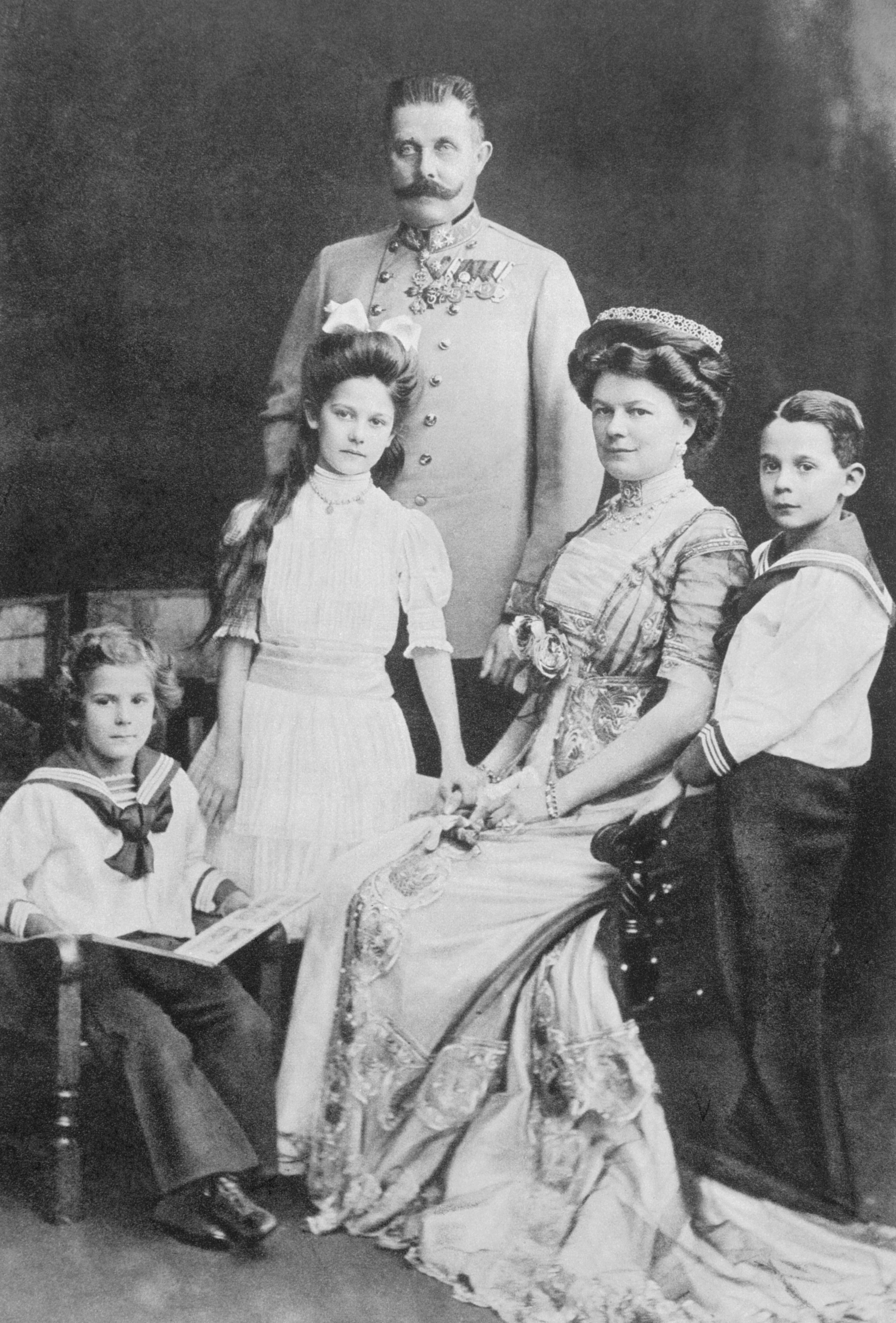
François-Ferdinand, Sophie et leurs enfants (vers 1910).

Bien que les Hohenberg soient issus de la branche aînée de la maison de Habsbourg-Lorraine, le mariage morganatique que contracta leur ancêtre, l'archiduc héritier François-Ferdinand en 1900, ne fait pas d'eux une branche dynaste. Le chef des Habsbourg et héritier des trônes de l'ancienne double-monarchie est actuellement l'archiduc Charles de Habsbourg-Lorraine (Karl Habsburg-Lothringen), petit-fils du dernier empereur d'Autriche et roi de Hongrie Charles Ier, béatifié par le pape Jean-Paul II en 2004. 
Il est à noter que le nom de Hohenberg est très symbolique : les comtes de Hohenberg sont une ancienne dynastie souabe issue de la noblesse du Saint-Empire romain, le premier roi des Romains de la maison de Habsbourg, Rodolphe Ier (1218-1291), ayant épousé Gertrude de Hohenberg (1225-1281), dont la famille est éteinte au XVe siècle. L’empereur François-Joseph, pour manifester un renouveau que les règles du statut familial lui interdisaient, donne ce nom à la descendance de l’archiduc héritier François-Ferdinand. Il conforte la symbolique par le fait que le blason de cette famille est aussi aux couleurs de l’Autriche. 
La renonciation au trône ayant été jurée sur les Saints Évangiles par l’archiduc-héritier François-Ferdinand, la famille de Hohenberg, tout en étant la branche aînée de tous les Habsbourg-Lorraine, respecte sa position non dynaste, refusant toute contestation malgré le fait que le statut de mariage morganatique n’existe pas en Hongrie et en Bohême.

## Blason
Les armoiries des ducs et princes de Hohenberg, attribuées en 1917, sont fascées d'argent et de gueules, de quatre pièces. Deux casques aux lambrequins rouge et argent : à droite, une plume de paon au naturel (ornement du casque autrichien), à gauche deux cornes de buffle (de) divisées d'argent et de rouge avec des ferrures et des cordons confondus (ornement du casque des comtes souabes éteints de Hohenberg). Couronne et manteau ducaux.

## Arbre généalogique
- François-Ferdinand d'Autriche x Sophie Chotek
  - la princesse Sophie de Hohenberg (1901-1990), épouse en 1920 le comte Frédéric de Nostitz-Rieneck (4 enfants)
  - le prince Maximilien de Hohenberg (1902-1962), titré duc de Hohenberg en 1917 avec droit de transmission au chef de la maison Hohenberg, épouse en 1926 la comtesse Élisabeth de Walburg de Wolfegg (1904-1993)
    - François-Ferdinand de Hohenberg (1927-1977), 2e duc et prince de Hohenberg de 1962 à 1977, épouse en 1956 S.A.R. la princesse Élisabeth de Luxembourg, princesse de Bourbon et de Parme, princesse de Nassau (1922-2011)
      - Anita de Hohenberg (1958), épouse 1° en 1978 Romée de La Poëze d'Harambure (1949) ; divorcés, 4 enfants ; épouse 2° Andreas, comte von Bardeau (1957)
      - Sophie de Hohenberg (1960), épouse en 1983 Jean-Louis de Potesta (1951), 3 enfants

    - Georges de Hohenberg (1929-2019), 3e duc et prince de Hohenberg de 1977 à 2019, épouse en 1960 la princesse Éléonore von Auersperg-Breunner (1928)
      - Nicolas de Hohenberg (1961), 4e duc et prince de Hohenberg actuel depuis 2019, épouse en 1989 la comtesse Marie von Westphalen zu Fürstenberg (1963), 4 enfants
      - Henriette de Hohenberg (1962), épouse en 1991 l'archiduc Charles d'Autriche, dont postérité
      - Maximilien de Hohenberg (1970), épouse en 2000 Emilia Oliva Cattaneo Vietti (1971), 3 enfants

    - Albert de Hohenberg (1931), épouse en 1962 la comtesse Léontine de Cassis-Faraone (1933)
      - Marguerite de Hohenberg (1963), épouse en 1991 l'archiduc Joseph d'Autriche, fils de Joseph-Arpad de Habsbourg-Lorraine, (1960), 4 enfants
      - Léon de Hohenberg (1964)
      - Jeanne de Hohenberg (1966)
      - Catherine de Hohenberg (1969)

    - Jean de Hohenberg (1933-2003), épouse en 1969 Élisabeth Meilinger de Weyerhof-Rehrl (1947)
      - Sophie de Hohenberg (née en 1970)
      - Stéphane de Hohenberg (né en 1972)

    - Pierre de Hohenberg (1936-2017), épouse en 1970 Christine-Marie Meilingen de Weherhof-Rehrl (1945)
      - Marie-Christine de Hohenberg (1970)
      - Marie-Thérèse de Hohenberg (1972), épouse en 2007 Anthony Bailey (1970)

    - Gérard de Hohenberg (1941-2019), sans postérité

  - le prince Ernest de Hohenberg (1904-1954), épouse en 1936 Marie-Thérèse Wood (1910-1985)
    - François-Ferdinand de Hohenberg (1937-1978), épouse en 1964 Heide Zechling (1941-2015)
      - François Ferdinand de Hohenberg (1969)

    - Ernest de Hohenberg (1944), épouse 1° en 1973 à Radmer (Styrie) (Autriche)[2] Patricia Caesar (1953), divorce en 1999, et épouse 2° en 2007 Margareta Anna Ndisi (1959). Il a 1 enfant de sa 1re épouse :
      - Eve Anne Marie de Hohenberg (1974), épouse en 2005 Alessandro Geromella (1965), divorcés.